# Neonemobius variegatus
Neonemobius variegatus är en insektsart som först beskrevs av Bruner, L. 1893.  Neonemobius variegatus ingår i släktet Neonemobius och familjen syrsor. Inga underarter finns listade i Catalogue of Life.